# ذي عرمان (النادرة)

تعديل مصدري - تعديل

ذي عرمان هي إحدى قرى عزلة مالك بمديرية النادرة التابعة لمحافظة إب، بلغ تعداد سكانها 153 نسمة حسب تعداد اليمن لعام 2004.